# Аминонитрилы
Аминонитрилы — нитрилы аминокарбоновых кислот. Общая формула аминонитрилов H2N-R-CN

## Физические и химические свойства
Аминонитрилы представляют собой жидкие или твёрдые вещества. Плохо растворяются в воде, лучше — в органических растворителях. Ядовиты.
Проявляют химические свойства, типичные как для нитрилов, так и для аминов:
- гидролизуются до аминокислот H2N-R-COOH
- восстанавливаются в диамины H2N-R-CH2NH2
- вступают в реакции алкилирования аминогруппы

## Получение и применение
Синтез аминонитрилов возможен несколькими путями:
- взаимодействие гидроксинитрилов с аммиаком или аминами:

{\displaystyle {\mathsf {RCH(OH)CN+B{\xrightarrow[{}]{NH_{3}}}RCH(NH_{2})CN}}}
- взаимодействие ненасыщенных нитрилов с аммиаком или аминами:

{\displaystyle {\mathsf {CH_{2}{\text{=}}CHCN+B{\xrightarrow[{}]{RNH_{2}}}RNHCH_{2}CH_{2}CN}}}
- восстановление динитрилов:

{\displaystyle {\mathsf {NC{\text{-}}R{\text{-}}CN{\xrightarrow[{}]{2H_{2}}}NC{\text{-}}R{\text{-}}CH_{2}NH_{2}}}}
- циклизация динитрилов по Торпу-Циглеру

Аминонитрилы служат исходными и промежуточными веществами при синтезе аминокислот, мономеров, витаминов, лекарственных веществ. Из них получают моющие вещества. Один из аминонитрилов — ε-аминокапронитрил — промежуточное вещество при получении ε-аминокапролактама.